# Participações de clubes brasileiros de futebol em competições internacionais
Esta é uma lista de participações de clubes brasileiros de futebol em competições internacionais. Estão abrangidos desde os clubes brasileiros campeões internacionalmente até os estreantes que nem obtiveram uma vitória sequer nessas competições. Dessa forma, observa-se melhor o desempenho do futebol masculino brasileiro representado por seus clubes em diversas competições internacionais. As competições listadas aqui são eventos competitivos masculinos e organizados pela Confederação Sul-Americana de Futebol (CONMEBOL) ou pela Federação Internacional de Futebol (FIFA), às quais os clubes do Brasil estão vinculados, para a participação de clubes de futebol de mais de uma federação nacional. Vale lembrar que, especialmente, a CONMEBOL organizou e ainda organiza eventos em conjunto com outras entidades do esporte. Esta lista também inclui competições realizadas até o início de 1955 — anteriormente a essa data, o entendimento, tanto da FIFA quanto da UEFA, era que a organização das competições de clubes (incluindo as internacionais) cabia aos próprios clubes e/ou às associações nacionais envolvidas — que em algum momento tiveram sua importância reconhecida pelo Comitê Executivo da FIFA ou de uma das confederações continentais, ou que tenham sido organizadas sob os auspícios da CBD, então entidade oficial do futebol brasileiro, com jurisdição sobre todos os clubes do país. 
As únicas disputas internacionais organizadas ou reconhecidas pela CONMEBOL que não contaram com a participação de brasileiros são as extintas Copa Ganhadores de Copa (por não envio de representante), Copa Ibero-Americana (por não classificação) e Copa Merconorte (por não poderem disputá-la, pois já jogavam a Copa Mercosul). As única disputadas e não conquistadas são a Copa Interamericana (fora de disputa) e Copa Intercontinental da FIFA (ativa).
Atualmente, o futebol brasileiro possui garantidas 13 participações em competições internacionais oficiais: 7 na Copa Libertadores e 6 na Copa Sul-Americana. Em anos sem a disputa do Mundial de Clubes FIFA, o número pode chegar ao máximo de 18 (desconsiderando eventuais transferências da Libertadores para a Sul-Americana), cenário que ocorrerá caso os campeões das duas copas continentais do ano anterior sejam brasileiros e o da Libertadores do ano presente também: cada qual representará sua taça na Recopa Sul-Americana (2), abre-se mais duas vagas à Copa Libertadores (2) e o campeão desta ganha vaga na Copa Intercontinental da FIFA (1). Em anos com o Mundial de Clubes FIFA (que é quadrienal), caso a CBF tenha quatro representantes (máximo possível), o número pode chegar a 22 participações (desconsiderando eventuais transferências da Libertadores para a Sul-Americana).

## Mundial de Clubes da FIFA
Abaixo, todas as futuras participações de brasileiros na primeira edição do Mundial de Clubes da FIFA, competição quadrienal da FIFA que será disputada em 2025. 32 clubes, havendo representação de todas as confederações, disputarão o "Super Mundial".

### Por clubes
| Clube      | Participações |
| ---------- | ------------- |
| Palmeiras  | 1 (2025)      |
| Flamengo   | 1 (2025)      |
| Fluminense | 1 (2025)      |
| Botafogo   | 1 (2025)      |

## Copa Intercontinental da FIFA

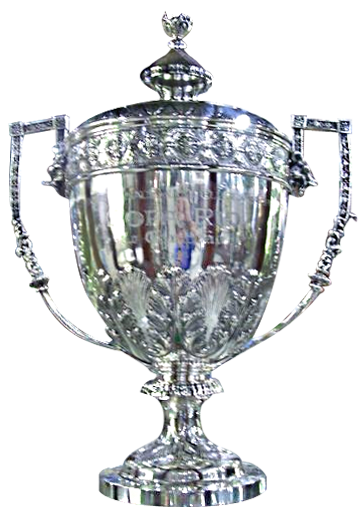
Troféu da Copa Rio de 1951.

Abaixo, todas as participações de brasileiros na Copa Intercontinental da FIFA. A competição, organizada pela FIFA, é a continuação direta da Copa do Mundo de Clubes da FIFA. Este novo modelo anual, iniciado em 2024, é disputado entre os clubes campeões de todas as seis confederações continentais.

### Por clubes
* Em negrito os anos com título dos clubes.
* Em sublinhado os anos com vice-campeonatos dos clubes.
| Clube    | Participações |
| -------- | ------------- |
| Botafogo | 1 (2024)      |

#### Participações por edição
| Botafogo             | 4º |
| Clubes participantes | 6  |
| Clubes brasileiros   | 1  |
| Melhor brasileiro    | 4º |

Legenda
     Eliminado no Dérbi das Américas (4º).